# Swiss Automotive Group
Die Swiss Automotive Group (SAG) ist ein Schweizer Grosshändler für Kraftfahrzeugteile in der Rechtsform AG.

## Geschichte
Der Grosshändler für Kfz- und Lkw-Teile  mit Hauptsitz in der Stadt Cham ZG wurde im Jahr 2009 durch den Zusammenschluss von Métraux Services und Derendinger AG gegründet. In den ersten zehn Jahren bis 2019 wuchs die Gesellschaft auch anorganisch durch die Übernahmen des Nutzfahrzeugspezialisten Matik (2012), der in Osteuropa tätigen Autonet (2016) sowie des Geschäfts von Hella Gutmann Solutions in der Schweiz und Österreich (2019).
Zum Jahresende 2019 wurde bekannt gegeben, dass die Swiss Automotive Group unter dem Vorbehalt der Zustimmung der Wettbewerbsbehörden den deutschen Marktteilnehmer Auto-Teile-Pöllath Handels GmbH übernehmen wollte. Gemäss Pressemitteilung beschäftigten die Schweizer zu diesem Zeitpunkt 3200 Mitarbeiter an 180 Standorten und erwirtschafteten im Geschäftsjahr 2018 einen Umsatz von 900 Mio. Schweizer Franken. Die Übernahme wurde im ersten Quartal 2020 aufgrund der Insolvenzanmeldung von ATP gestoppt. Erfolgreich war in diesem Zeitraum hingegen der Kauf der Stahlgruber-Töchter APM Automotive und Stahlgruber CZ aus der Tschechischen Republik. Zum Jahresende 2020 änderte sich die Aktionärsstruktur der Gesellschaft dahingehend, dass der bisherige Minderheitsaktionär Olivier Métraux (vor dem Zusammenschluss Métraux Services) als Aktionär der SAG-Gruppe sowie als Präsident des Verwaltungsrates zurücktrat. Beraten wurde SAG dabei von einem Team der Schweizer Kanzlei Kellerhals Carrard.
Im August 2022 wurde erstmals nach 2019 wieder eine Hausmesse durchgeführt. 104 Aussteller und „Tausende von interessierten Garagisten und Mitarbeitende aus Garagenbetrieben“ waren vor Ort.

## Produkte
Ende 2020 umfasste das Sortiment der Zulieferers in der unabhängigen Autoersatzteilindustrie über 900.000 Katalogartikel. Darin enthalten waren neben Service- und Reparaturteilen unter anderem Schmierstoffe, Autozubehör, Werkstatteinrichtungen und Verbrauchsmaterialien.